# Атропат
Атропат (давньогрецькою Aτρoπάτης, від давньоперського Athurpat «під захистом вогню»; бл. 370 р. до н. е. — після 321 р. до н. е.) був перським торговцем та вельможею, який служив Дарію III, згодом Александру Македонському, та, урешті-решт, заснував незалежне царство та династію, яка отримала назву на його честь. Діодор Сицилійський (18.4) називає його  Atrapes, а Квінт Курцій Руф (8.3.17) помилково Arsaces.

## Біографія
Наприкінці існування Імперії Ахеменідів, Атропат був сатрапом провінції Мідія. У вирішальній Битві при Гавгамелах (жовтень 331 р. до н. е.) між Дарієм та Олександром Македонським, Атропат командував військами Ахемінідів з Мідії, Кавказької Албанії та Сакасени.
Після поразки у битві Дарій III втік до столиці Мідії Екбатани, де Атропат надав йому притулок. Дарій намагався зібрати нове військо, але був змушений втекти з Екбатан у червні 330 р. до н. е. Після смерті Дарія місяцем пізніше від руки Бєсса, Атропат здався Олександру. Спочатку Олександр призначив сатрапом Мідії Оксидата, але у 328–327 р. до н. е. він втратив довіру до Оксидата та відновив Атропата на його старій посаді. У 325–324 рр. до н. е. Атропат доставив Баріакса (розшукуваного повстанця регіону) Олександру у Пасаргади. Прихильність Олександра до сатрапа зросла «настільки високо», що невдовзі потому дочка Атропата одружилась з довіреною особою Олександра та керівником його кавалерії Пердіккою на знаменитому масовому весіллі у Сузах у лютому 324 р. до н. е.
Пізніше того ж року Олександр відвідав Атропата у Екбатані разом зі своїм другом та заступником Гефестіоном, який захворів та помер у жовтні 324 р. до н. е. У той час, «деякі автори розповідали, що Атропат одного разу запропонував Олександру сто жінок, які вважались амазонками; але Арріан ([Anabasis] vii. 13) не вірив у цю історію.»
Олександр помер через вісім місяців потому, 10 червня 323 р. до н. е., і новий зять Атропата Пердікка був обраний регентом при зведеному браті Александра Філіппі III. Після «Поділу Вавилона» 323 р. до н. е., Мідія була поділена на дві частини: більша частина на південному сході відійшла під управління Піфона, генерала Пердікки, а менша частина на північному заході (переважно довкола долини річки Аракс) була віддана Атропату. Після цього Атропат відмовився служити діадохам і оголосив свою частину Мідії незалежним царством. Його ж зятя Пердікку було вбито Піфоном влітку 320 р. до н. е.

## Спадок
Династія, яку заснував Атропат, продовжила правити царством декілька століть, коли незалежна, коли як васали Селевкідів та Аршакідів, з якими, як вважається, у них були шлюбні зв'язки. Нову династію Атропатени було утворено після шлюбу спадкоємиці Аршакідів зі спадкоємцем Атропатени.
Територія царства Атропата була відома давнім грекам як «Мідія Атропатена», а пізніше просто «Атропатена». Аршакіди називали її 'Aturpatakan' парфянською, як і Сасаніди, які їх змінили. Врешті решт середньоіранське 'Aturpatakan' стало 'Azerbaijan', звідки, за однією з етимологічних теорій, отримали назву сучасний Азербайджан і провінція Іранський Азербайджан (яка власне в цілому розташована в межах давньої Атропатени). За іншою теорією, назва «Азербайджан» походить від давньоперських слів «Āzar» (перс. آذرآذر), що означає «вогонь», та «Pāyegān» (перс. پایگانپایگان), що означає «охоронець/захисник» (Āzar Pāyegān="охоронці вогню") (перс. آذر پایگانآذر پایگان), а Āzar Pāyegān пізніше злилось у 'Azerbaijan' за домінування арабської мови, у якій відсутні можливості для написання чи вимови звуків «G / P / ZH / CH».